# Luigi Panarelli
Luigi Panarelli (Taranto, 26 aprile 1976) è un allenatore di calcio ed ex calciatore italiano, di ruolo difensore.

## Carriera
In carriera ha totalizzato 20 presenze in Serie A con le maglie di Napoli e Torino, e 39 presenze e 2 reti in Serie B con le maglie di Napoli, Fidelis Andria, Torino, Crotone ed Avellino.
A gennaio 2010 milita in Prima Divisione nelle file del Taranto.
Dopo una stagione dove viene poco utilizzato si svincola, e nel marzo 2012, viene acquistato dal Treviso, dove esordisce a pochi giorni dal suo acquisto subentrando nel secondo tempo della partita giocata in casa contro il Bellaria Igea Marina.
Panarelli ottenne notorietà soprattutto quando nel marzo del 2006, in diretta tv, durante la trasmissione Grande Fratello fece una dichiarazione d'amore e una proposta di matrimonio alla fidanzata Laura Torrisi (attrice, allora sconosciuta protagonista e concorrente del reality show), peraltro rifiutata, in seguito compagna del regista-attore Leonardo Pieraccioni.
La scelta di presentarsi in tv fu fatta senza l'autorizzazione della società dell'Avellino dove era tesserato. Panarelli decise comunque di lasciare il ritiro e presentarsi negli studi tv: ciò porterà il calciatore a essere messo fuori rosa.
Per tali vicissitudini a fine stagione Panarelli cambierà squadra trasferendosi alla Salernitana. Nel dicembre del 2014 il difensore entra a far parte dell'organico della FBC Gravina (Promozione pugliese), per poi passare l'anno successivo all'Altamura.
Nel marzo 2016 si ritira dal calcio giocato per assumere il ruolo di allenatore del Team Altamura.
Il 27 agosto 2018, a seguito dell'esonero di Michele Cazzarò, diventa il nuovo allenatore del Taranto.
Il 19 maggio 2019, dopo la sconfitta in finale play-off per 5-1 da parte dell'Audace Cerignola, viene esonerato.
Il 21 ottobre 2019 dopo l'esonero di Nicola Ragno, viene richiamato sulla panchina del Taranto.
Dopo la mancata riconferma sulla panchina del Taranto, il 9 luglio 2020 viene ufficializzato come nuovo allenatore della Fidelis Andria. L'11 ottobre 2021, alla sua prima esperienza in un campionato professionistico, sempre alla guida della Fidelis Andria, che nel frattempo era stata ripescata nel campionato di Serie C 2021-2022 per completamento organici, dopo un deludente avvio di stagione, con soli cinque punti racimolati in otto giornate, viene sollevato dall'incarico.
Il 1º novembre 2022 assume la guida della Casertana, in Serie D, al posto dell'esonerato Carmine Parlato. Il 28 dicembre successivo, viene a sua volta esonerato.
Il 7 settembre 2023 viene nominato nuovo allenatore del Matera in Serie D. Il 9 aprile 2024 viene esonerato. 
L'11 ottobre 2024 viene ingaggiato come nuovo allenatore del Manfredonia, in Serie D. Esperienza che si chiude appena un mese più tardi, infatti il 12 novembre, due giorni dopo la sconfitta interna con il Gravina e con la squadra che stazione al penultimo posto in classifica, viene esonerato. 
Il 30 dicembre 2024 assume la guida dell'Igea Virtus, squadra siciliana di Serie D. 

## Statistiche

### Statistiche da allenatore
Statistiche aggiornate al 4 maggio 2025. In grassetto le competizioni vinte.
| Stagione              | Squadra               | Campionato            | Campionato | Campionato | Campionato | Campionato | Coppe nazionali | Coppe nazionali | Coppe nazionali | Coppe nazionali | Coppe nazionali | Coppe continentali | Coppe continentali | Coppe continentali | Coppe continentali | Coppe continentali | Altre coppe | Altre coppe | Altre coppe | Altre coppe | Altre coppe | Totale | Totale | Totale | Totale | % Vittorie |
| Stagione              | Squadra               | Comp                  | G          | V          | N          | P          | Comp            | G               | V               | N               | P               | Comp               | G                  | V                  | N                  | P                  | Comp        | G           | V           | N           | P           | G      | V      | N      | P      | %          |
| --------------------- | --------------------- | --------------------- | ---------- | ---------- | ---------- | ---------- | --------------- | --------------- | --------------- | --------------- | --------------- | ------------------ | ------------------ | ------------------ | ------------------ | ------------------ | ----------- | ----------- | ----------- | ----------- | ----------- | ------ | ------ | ------ | ------ | ---------- |
| 2016-2017             | Team Altamura         | Ecc.                  | 30+6       | 17+3       | 11+3       | 2          | CI-DP+CI-Dil.   | 7+4             | 3+1             | 4+1             | 0+2             | -                  | -                  | -                  | -                  | -                  | -           | -           | -           | -           | -           | 47     | 24     | 19     | 4      | 51,06      |
| lug.-ott. 2017        | Team Altamura         | D                     | 6          | 3          | 1          | 2          | CI-D            | 3               | 2               | 0               | 1               | -                  | -                  | -                  | -                  | -                  | -           | -           | -           | -           | -           | 9      | 5      | 1      | 3      | 55,56      |
| Totale Team Altamura  | Totale Team Altamura  | Totale Team Altamura  | 42         | 23         | 15         | 4          |                 | 14              | 6               | 5               | 3               |                    | -                  | -                  | -                  | -                  |             | -           | -           | -           | -           | 66     | 29     | 20     | 7      | 43,94      |
| 2018-2019             | Taranto               | D                     | 34+2       | 21+1       | 8          | 5+1        | CI-D            | 2               | 1               | 0               | 1               | -                  | -                  | -                  | -                  | -                  | -           | -           | -           | -           | -           | 38     | 23     | 8      | 7      | 60,53      |
| ott. 2019-2020        | Taranto               | D                     | 18         | 8          | 4          | 6          | CI-D            | 1               | 0               | 0               | 1               | -                  | -                  | -                  | -                  | -                  | -           | -           | -           | -           | -           | 19     | 8      | 4      | 7      | 42,11      |
| Totale Taranto        | Totale Taranto        | Totale Taranto        | 54         | 30         | 12         | 12         |                 | 3               | 1               | 0               | 2               |                    | -                  | -                  | -                  | -                  |             | -           | -           | -           | -           | 57     | 31     | 12     | 14     | 54,39      |
| 2020-2021             | Fidelis Andria        | D                     | 34+2       | 16+1       | 13         | 5+1        | -               | -               | -               | -               | -               | -                  | -                  | -                  | -                  | -                  | -           | -           | -           | -           | -           | 36     | 17     | 13     | 6      | 47,22      |
| lug.-ott. 2021        | Fidelis Andria        | C                     | 7          | 1          | 2          | 4          | CI-C            | 2               | 2               | 0               | 0               | -                  | -                  | -                  | -                  | -                  | -           | -           | -           | -           | -           | 9      | 3      | 2      | 4      | 33,33      |
| Totale Fidelis Andria | Totale Fidelis Andria | Totale Fidelis Andria | 43         | 18         | 15         | 10         |                 | 2               | 2               | 0               | 0               |                    | -                  | -                  | -                  | -                  |             | -           | -           | -           | -           | 45     | 20     | 15     | 10     | 44,44      |
| nov.-dic. 2022        | Casertana             | D                     | 8          | 2          | 3          | 3          | CI-D            | 2               | 1               | 0               | 1               | -                  | -                  | -                  | -                  | -                  | -           | -           | -           | -           | -           | 10     | 3      | 3      | 4      | 30,00      |
| set. 2023-apr. 2024   | Matera                | D                     | 30         | 13         | 6          | 11         | CI-D            | -               | -               | -               | -               | -                  | -                  | -                  | -                  | -                  | -           | -           | -           | -           | -           | 30     | 13     | 6      | 11     | 43,33      |
| ott.-nov. 2024        | Manfredonia           | D                     | 6          | 0          | 1          | 5          | CI-D            | -               | -               | -               | -               | -                  | -                  | -                  | -                  | -                  | -           | -           | -           | -           | -           | 6      | 0      | 1      | 5      | &0,00      |
| dic. 2024-2025        | Igea Virtus           | D                     | 16         | 6          | 2          | 8          | CI-D            | -               | -               | -               | -               | -                  | -                  | -                  | -                  | -                  | -           | -           | -           | -           | -           | 16     | 6      | 2      | 8      | 37,50      |
| Totale carriera       | Totale carriera       | Totale carriera       | 199        | 92         | 54         | 53         |                 | 21              | 10              | 5               | 6               |                    | -                  | -                  | -                  | -                  |             | -           | -           | -           | -           | 220    | 102    | 59     | 59     | 46,36      |

## Palmarès

### Club

#### Competizioni nazionali
- Scudetto Dilettanti: 1

Taranto: 1994-1995
- Serie C2: 1

Florentia Viola: 2002-2003
- Coppa Italia Serie C: 1

Foggia: 2006-2007
- Coppa Italia Lega Pro: 1

Sorrento: 2008-2009
- Lega Pro Seconda Divisione: 1

Treviso: 2011-2012

#### Competizioni regionali
- Supercoppa di Promozione Pugliese:1

FBC Gravina: 2014-2015
- Coppa Puglia di Promozione:1

FBC Gravina: 2014-2015
- Promozione: 1

FBC Gravina: 2014-2015

### Allenatore

#### Competizioni regionali
- Coppa Italia Dilettanti Puglia: 1

Team Altamura: 2016-2017